# Supergrass
Supergrass es una banda de rock inglesa, formada en Oxford, Reino Unido en 1993. El grupo está fuertemente influido por los grandes nombres del rock británico como The Beatles, The Kinks, T. Rex y Buzzcocks. En 2010 el conjunto se separó por diferencias artísticas. Anuncian su reunificación en 2019 y la realización de un tour en 2020.

## Biografía

### Los comienzos 1991-1993
Los orígenes del grupo parten de una banda primigenia llamada The Jennifers (no confundir con la banda americana del mismo nombre) formada en la Wheatley Park School, en la que estaban enrolados Coombes (16 años) como vocalista y Goffey (18 años) como baterista. Danny Goffey es hijo del presentador de la BBC y periodista de automovilismo Chris Goffey. La banda alcanzó el suficiente reconocimiento como para editar un sencillo "Just Got Back Today", para la compañía Nude Records en 1992. Antes de la separación de la banda Goffey y Coombes habían acordado seguir trabajando juntos en el futuro.
Coombes conoció a Mick Quinn, un músico con cierto reconocimiento a nivel local, trabajando en un restaurante de la cadena Harvester, y aunque Mick era siete años mayor que el, le invitó a tocar con Goffey y con él. En febrero de 1993 Quinn se unió oficialmente al grupo como bajista mientras que Coombes se mantendría como vocalista y guitarra y el nuevo integrante Goffey como baterista. Desde ese momento pasaron a llamarse Theodore Supergrass, aunque pronto simplificaron el nombre. El hermano de Gaz, Rob Coombes ha contribuido como teclista en muchos de los discos del grupo aunque no fue reconocido como miembro oficial hasta casi una década después.

### Los años delbrit-pop(1994-1998)
En el verano de 1994 el grupo editó su primer sencillo, "Caught By The Fuzz" en el pequeño sello independiente Backbeat Records. La canción relataba la experiencia de un amigo del grupo que había sido detenido por posesión de marihuana. La edición inicial de tan sólo 250 copias se agotó rápidamente gracias en parte al apoyo del locutor John Peel en su programa de la BBC Radio 1. Tras ello el sello Parlophone, fichó al grupo y volvió a lanzar el disco en el otoño del mismo año. Inmediatamente la canción se alzó con el título de "Single de la Semana" para las revistas NME y Melody Maker. El éxito del grupo fue en aumento apoyado por el éxito del movimiento Britpop (Blur, Oasis, Pulp, Elastica). El segundo sencillo,"Mansize Rooster", se editó en enero de 1995 y llegó al puesto 20 de las listas y el cuarto sencillo Lenny al puesto 10 (entre ambos se editó Lose it que se quedó en el puesto 75). El primer álbum del grupo de nombre I Should Coco se editó en mayo de 1995, y entró al número uno de los chart ingleses. El nombre del disco hace referencia al Cafe Coco, situado en Cowley Road (Oxford) y que solía ser centro de reunión de la banda. El disco acabaría vendiendo medio millón de discos en el Reino Unido y casi un millón en todo el mundo.
Empujado por el éxito del disco el cuarto sencillo, "Alright"/"Time", alcanzó el segundo puesto y permaneció entre los tres primeros durante un mes.
Tras el éxito, Supergrass se embarcó en una gira de 18 meses con actuaciones en festivales como el T In The Park en Escocia o el Festival de Glastonbury. El quinto y último sencillo del disco,"Going Out", llegó al puesto 5 y vendió 100.000 unidades.
Tras un descanso el grupo volvió a los estudios Sawmills en 1996 para comenzar a grabar el álbum In It For The Money que vería la luz en abril de 1997. A pesar de que el álbum fue aclamado por la crítica y alcanzó el disco de platino en el Reino Unido, el sonido del disco mucho más oscuro que el anterior, creó cierto recelo entre los admiradores del grupo.

### Madurez musical 1999-2004
Tras otro periodo de descanso la banda regresó en 1999 con el sencillo "Pumping on Your Stereo", el cual fue acompañado de un video musical producido en colaboración con la factoría de Jim Henson que alcanzó gran relevancia. Tras él se produjo la publicación del álbum Supergrass , conocido con el seudónimo del "X-Ray album" por su portada. El disco fue grabado también en los estudios Sawmill. El disco recibió una buena acogida por la crítica y alcanzó de nuevo el disco de platino en el Reino Unido.

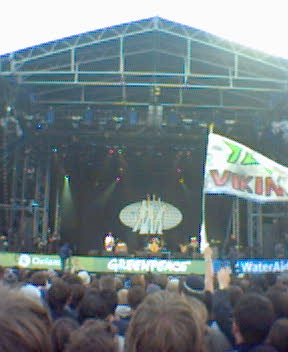
Supergrass en el Festival de Glastonbury de 2004.

Tras tres años de paró el disco Life on Other Planets vio la luz en septiembre de 2002, aunque no tuvo un éxito tan grande como los tres primeros, alcanzó el tercer puesto de las listas y el disco de oro. Las críticas continuaron siendo extraordinarias e incluso el crítico Stephen Thomas Erlewine dijo: "El mundo es un lugar mejor por tener a Supergrass en el".. Fue el primer disco con Rob Coombes como miembro oficial. Tras la gira posterior al álbum el grupo volvió a permanecer tres años parado hasta que en 2004 se publicó la recopilación Supergrass Is 10 para celebrar los 10 años de vida del grupo. La recopilación entró en el puesto 4 de las listas y también alcanzó el disco de oro. Tras ello el grupo entró en un periodo de turbulencia que provocó el abandono de los estudios Samwill, a lo que se unió el fallecimiento de la madre de los hermanos Coombes y un escándalo sexual que afectó a Goffey y que fue recogido por los periódicos sensacionalistas británicos, según los cuales Goffey y su novia Pearl Lowed había realizado un intercambio de parejas con el actor Jude Law y su esposa Sadie Frost.

### De 2005 hasta 2010
Como resultado de lo complicado de la grabación el quinto álbum no fue lanzado hasta agosto de 2005 en Europa y hasta el mes siguiente en Estados Unidos. El disco alcanzó el puesto 9 logrando de nuevo ser disco de oro. Por el contrario los sencillos no fueron bien recibidos y el primero del disco, "St. Petersburg", tan sólo alcanzó el puesto 22. Tras la gira de ese año el grupo grabó su sexto álbum de estudio en Berlín, llamado Diamond Hoo Ha, producido por Nick Launey, y publicado en marzo de 2008.
En 2010 anuncian su disolución, en pleno proceso de grabación de un séptimo álbum, el cual no es seguro si saldrá a la venta. 

### De septiembre de 2019 hasta hoy
En septiembre de 2019, la banda se presentó en el festival Pilton Party en West Country con motivo de una gira mundial programada para 2020, hasta el momento solo se consideran algunas ciudades europeas y norteamericanas.

## Discografía

### Álbumes de estudio
1. I Should Coco - (1995) #1 UK
2. In It for the Money (1997) #2 UK
3. Supergrass (1999) #2 UK
4. Life on Other Planets - (2002) #9 UK
5. Road to Rouen - (2005) #9 UK
6. Diamond Hoo Ha - (2008) #19 UK

### Recopilatorios
1. B-Side Trax - (2000)
2. Supergrass is 10 - (2004) #4 UK
3. Supergrass: The Albums Collection - (2009)

### Singles
Las posiciones de los sencillos son en referencia a las listas de éxitos de Inglaterra
- Como The Jennifers (antes de formarse Supergrass)
  - 1992 "Just Got Back Today"
- De I Should Coco
  - 1994 "Caught By The Fuzz" #43
  - 1995 "Mansize Rooster" #20
  - 1995 "Lose It" #75
  - 1995 "Lenny" #10
  - 1995 "Alright/Time" #2
- De In It for the Money
  - 1996 "Going Out" #5
  - 1997 "Richard III" #2
  - 1997 "Sun Hits the Sky" #10
  - 1997 "Late in the Day" #18
- De Supergrass
  - 1999 "Pumping on Your Stereo" #11
  - 1999 "Moving" #9
  - 1999 "Mary" #36
- De Life on Other Planets
  - 2002 "Never Done Nothing Like That Before" #75
  - 2002 "Grace" #13
  - 2003 "Seen the Light" #22
  - 2003 "Rush Hour Soul"
- De Supergrass is 10
  - 2004 "Kiss of Life" #23
- De Road To Rouen
  - 2005 "St. Petersburg" #22
  - 2005 "Low C" #52
  - 2006 "Fin"
- De Diamond Hoo Ha
  - 2008 "Diamond Hoo Ha Man"
  - 2008 "Bad Blood"
  - 2008 "Rebel In You"